# Дівчинка на кулі (фільм)
Про картину Пабло Пікассо див. Дівчинка на кулі
«Дівчинка на кулі» — радянський дитячий фільм 1966 року за сценарієм Віктора Драгунського на основі його оповідань про Дениса Корабльова.

## Сюжет
Хлопчик Дениска, потрапивши вперше в цирк, був зачарований дівчинкою, яка виконує танець на кулі. Незабаром цирк їде з міста і це засмучує Дениску. В музеї він бачить картину Пабло Пікассо «Дівчинка на кулі». У цій картині він впізнає свою любов — Таню…

## У ролях
- Юрій Яковлєв —  батько Дениски
- Алла Будницька —  мама Дениски
- Іраклій Ціргіладзе —  Денис Корабльов
- Ольга Рябцева —  Таня Воронцова
- Михайло Кисляров —  Толік
- Галина Кравченко —  бабуся Дениски
- Геннадій Бортников — епізод
- Георгій Георгіу —  адміністратор манежу
- Анна Строганова — епізод
- Ірина Мурзаєва — епізод
- Костянтин Берман — епізод
- Ігор Кіо — епізод

## Знімальна група
- Автор сценарію: Віктор Драгунський
- Режисери: Леван Шенгелія, Гліб Комаровський
- Оператор: Леонід Крайненков
- Художники: Савет Агоян,  Леван Шенгелія
- Композитор:  Мурад Кажлаєв